# Súng nước

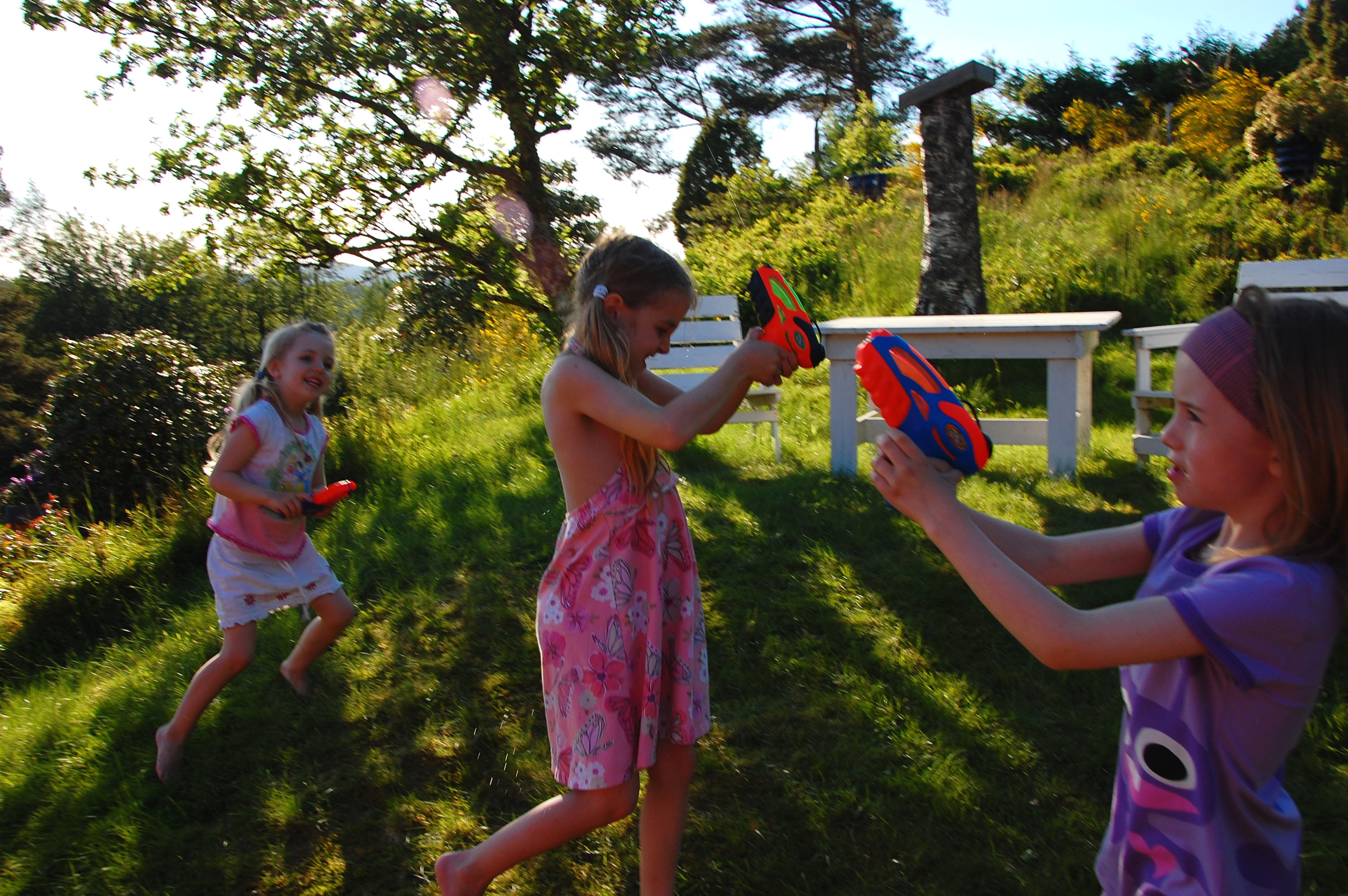
Trẻ em chơi với súng nước

Cấu tạo súng nước

Súng nước (tiếng Anh: water gun) là một loại đồ chơi hình dạng giống như khẩu súng, được thiết kế để bắn ra nước. Đây là món đồ chơi quen thuộc với trẻ em, nhất là khi dùng để chơi trận giả với nước.
Trước đây, súng nước được làm bằng kim loại, người chơi ép bầu nước bằng cao su cho nước phun ra ngoài.
Ở Mỹ và Canada, luật pháp quy định súng nước phải được làm bằng nhựa dẻo và có màu sắc sặc sỡ để tránh nhầm lẫn với súng bắn đạn thật.